# 金砕棒

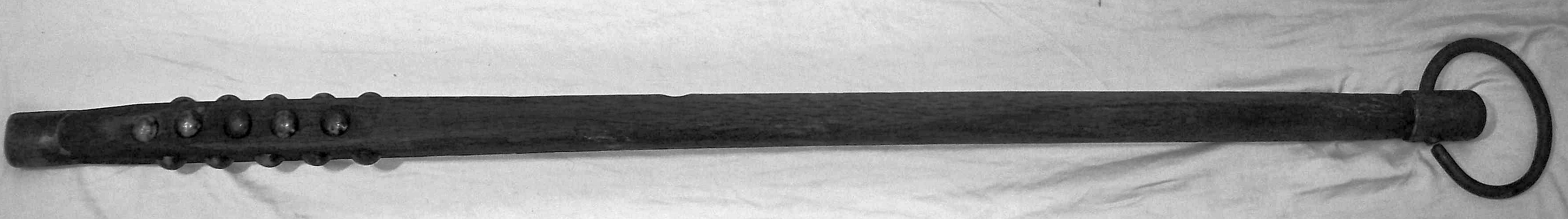
画像-1 木製の棒に鉄製の星等を付けた型

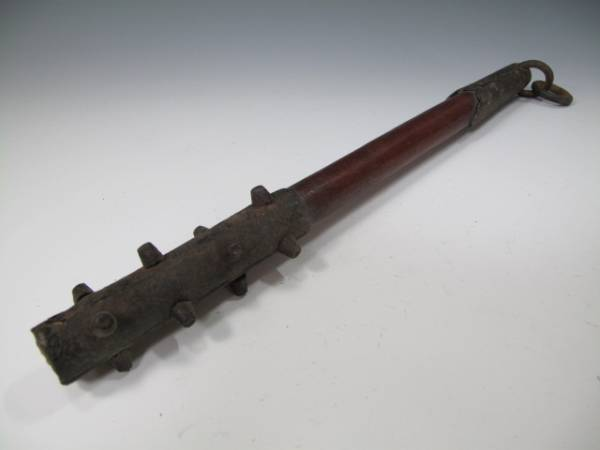
画像-2 画像-1の型に加えて星を付けた部分を鉄で覆った型

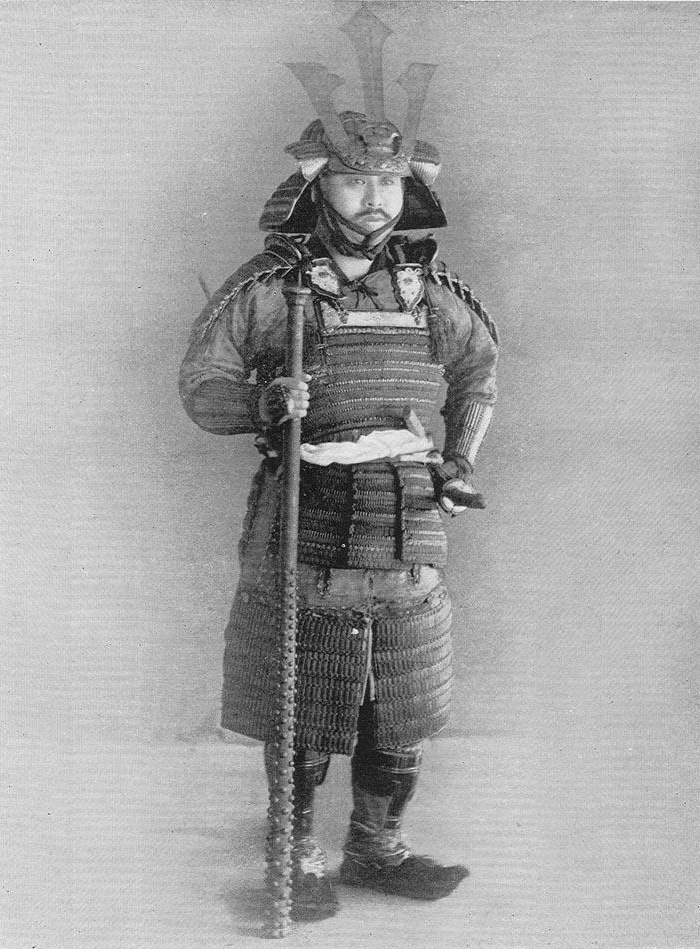
画像-3 全鉄製の金砕棒を装備した武士

金砕棒（かなさいぼう）は、日本の打棒系武器の一種。南北朝時代に現れたと考えられ、初期のものは櫟、栗、樫などの硬い木を1.4 - 2メートル程度の八角棒に整形したものに「星」と呼ばれる正方形あるいは菱形の四角推型の鋲と箍で補強したものであったが（画像-1）、後に「蛭金物」を巻き付たり長覆輪といった鉄板で覆って貼り付け補強した拵えとなり（画像-2)、さらに後世に完全な鉄製となった（画像-2、画像-3）。

## 概要
金砕棒は叩くことに特化した武器であり、頭を叩かれればもちろんのこと、胴であっても打ち付けられれば相当の衝撃であり、その衝撃で怯んだときに組み合って首を獲る、そのまま叩き殺す（骨を粉砕する、内臓を潰すなど）といった戦い方が可能である。ただし、六角棒か八角棒を鉄板で包んだもの、鉄の筋金を打ち付けたものは普通は全長212センチメートル前後、最も長いもので360センチメートル前後、完全鉄製のものは全長150センチメートル前後という大きさから非常に重かったため、筋力に優れた者でなければ使いこなせないという弱点があった。
なお、実戦で使用されたものとしては、戦国大名の最上義光が合戦で用いている様子を描いた屏風絵が残されている。また、その丈夫さと重量を生かし、砦の関門を破るための簡易的な破城槌としても利用された。
金砕棒は大太刀や大薙刀、鉞と同じく扱いには腕力を必要とする武器である。南北朝時代に流行したが、その使用例は同じく、南北朝時代に流行した棒と合せても『太平記』に見られるのは8例と少ない。大太刀は南北朝時代の20数年間で流行が廃れ、室町時代以降下火になる。大薙刀も南北朝時代の20数年間で流行が廃れ、室町時代以降には小薙刀の方が主流となる。『太平記』中の3尺を越える大太刀の記述はおおよそ35例であり、3尺を越える大薙刀を含めても40数例であり、『太平記』全40巻中戦闘につぐ戦闘の記述にあって、さほど多いとは言えない。鉞は南北朝時代に流行するが、戦場での利用はあまり多くない。

## 鬼に金棒
日本のことわざ「鬼に金棒」で知られる通俗的イメージの鬼が持つ金棒は、金砕棒を元にしたものであり、15世紀末前後成立の『鴉鷺合戦物語』に、「鬼に金撮棒成べし」との記述があり、中世軍記物に明記されている。『鴉鷺物語』の記述からも、15世紀時点では、まだ略されておらず、砕の字も統一されていないことがわかる。ことわざとしての「鬼に金棒」の初見は、『毛吹草』（1645年刊）であり、似た諺として、「鬼に鉄杖（てつじょう）」がある。
一般的に全鉄製で棘（とげ）が付いているが、先述のとおり、この棘は八角棒に鉄板を貼り付けていた際の固定用の鋲からの発展と思われる。
鬼と金砕棒に関する話としては、『小田原北条記』巻8「鬼に出会った朝比奈弥太郎」に記述が見られる。天正10年（1582年）のこととして、日金堂のふもとに、色黒で筋肉たくましく6 - 7尺（約2メートル）はある、男とも法師とも山伏とも見えない風体のものが立っていて、髪は剃っていたが、僧の姿はしておらず、鉄尖棒（かなさいぼう）とみられるものを肩にかついでいた。その異形の者は朝比奈一行に、自分は無害な存在だが、後から来る女に待っているから早く来いと言伝を頼む。その後、出会った女に伝えると、しばらくして女の悲鳴が聞こえ、行ってみると、葬儀の最中であり、色々説明を聞き、女が霊魂であり、日金の辺りに地獄があり、異形のものは鬼であったのだろうという結論に至った。

## 撮棒
金砕棒とは「金属製の撮棒」という意味であり、「撮棒」（材棒とも記す）は『広辞苑 第六版』にも記載されている。『広辞苑』には「武器として扱う堅い木の棒」とあり、前述の『鴉鷺合戦物語』（15世紀末成立）にも「鬼に金撮棒」と表記されているのは、このためである。撮棒自体は13世紀の『古今著聞集』に記述がみられ、法師が用いたと記す（後述の通り、武器としてではない）。14世紀初頭の播磨の悪党について記した『峰相記』には、悪党がサイ棒を用いたことが記録されている。撮棒は民俗学的には「サイデン棒」や「ザイフリ棒」とも呼ばれ、陽物を象徴すると推定される棒であり、境に立てるサエ棒として使用され、次第に武術として発展した。網野善彦は、縄文期以来、弓矢を発達させた東国では、中世に弓矢の道が発展したため、撮棒を武器として発展させたのは西国であり、金砕棒は「西国的な兵法」という見方を示し、南北朝の戦闘を、東国的な騎馬軍勢に対し、飛礫や撮棒を駆使した西国勢の衝突という構図を記述し、この戦法で東国勢を苦しめたという見解を示している。

## その他
- 東京都立図書館東京資料文庫蔵の『越後十七将之肖像』には、身の丈の2倍はある誇張表現された金砕棒が描かれている。
- アイヌは制裁棒を通常より長くし、先端に鉄片を植えて殺傷力を高めた物を戦闘用として使っていた。